# NGC 5675
NGC 5675 é uma galáxia espiral barrada (SBb) localizada na direcção da constelação de Boötes. Possui uma declinação de +36° 18' 09" e uma ascensão recta de 14 horas, 32 minutos e 39,7 segundos.
A galáxia NGC 5675 foi descoberta em 1 de Maio de 1785 por William Herschel.